# Filippo Suzzi
Filippo Suzzi (Imola, 13 agosto 1952 – Tabarka, 24 novembre 1997) è stato un pilota motociclistico italiano.

## Carriera
È stato nel 1983 il campione italiano di velocità di motociclismo con moto da 1000 cm³ a 4 tempi a bordo di una Kawasaki. Si è trattato dell'unica edizione del Campionato Italiano Velocità categoria TT1, una speciale categoria in via di sviluppo, antesignana della Superbike, che nelle edizioni successive venne denominata F1.
Partecipò anche alla 200 Miglia di Imola del 1983 vincendo su Kawasaki la categoria 4 tempi e classificandosi settimo assoluto. Con la stessa moto ha preso parte anche alla "6 ore del Mugello", tappa italiana del mondiale Endurance 1983 in coppia con Vinicio Bogani, classificandosi al settimo posto assoluto.
Abbandonato lo sport motoristico si era dedicato alla passione del mare ed è deceduto a causa di un naufragio a Capo Negro nei pressi di Tabarka, in Tunisia dove aveva una società di charter di pesca d'altura. Il naufragio stesso avvenne durante un trasferimento alle Isole Canarie di un motor-yacht a vela, in cui persero la vita altre due persone. Il suo corpo è stato ritrovato diversi giorni dopo e trasferito a Imola dove è stato sepolto.
Il suo nome assieme a quello degli altri naufraghi è stato apposto e ricordato presso il "Sacrario degli Sport Nautici" di Como.